# Bogdan Tătaru-Cazaban
Bogdan Tătaru-Cazaban (n. 1 mai 1977, Focșani, județul Vrancea) este un istoric al religiilor și doctrinelor filosofice, care a deținut funcția de consilier de stat pe probleme de cultură și culte la Departamentul pentru Relația cu Autoritățile Publice și Societatea Civilă al Administrației Prezidențiale (2006-2010). La 28 iulie 2010 a fost acreditat ca ambasador extraordinar și plenipotențiar al României pe lângă Sfântul Scaun, prezentând scrisorile de acreditare Papei Benedict al XVI-lea în data de 21 octombrie 2010. În decembrie 2010 a fost de asemenea acreditat ca ambasador al României pe lângă Ordinul Suveran Militar de Malta. Și-a încheiat misiunea diplomatică la data de 10 august 2016. În prezent este membru al Institutului de istorie a religiilor (Academia Română).

## Biografie
Bogdan Tătaru-Cazaban a absolvit Liceul Pedagogic "Spiru Haret" Focșani, apoi a urmat studii de istoria filosofiei și filozofia culturii la Facultatea de Filosofie din cadrul Universității din București (1995-1999), studii aprofundate la aceeași facultate (1999-2000). Din anul 2008 este doctor în istoria filosofiei la Universitatea din București și membru al Institutului de Istorie a religiilor din cadrul Academiei Române. Între 2008 și 2010 a predat istoria filosofiei și a culturii creștine la Facultatea de Teologie Ortodoxă a Universității București.
A efectuat o serie de stagii și proiecte de cercetare în țară și străinătate la Institutul de Studii Liberale din București (decembrie 1999 – iunie 2000), Fundația Culturală Concept/Open Society Network din București (octombrie 2000 – mai 2001), Universitatea din Genova (ianuarie – februarie 2001), New Europe College. Institute for Advanced Study din București (octombrie 2001 – iulie 2002), Ludwig Boltzmann Institute / New Europe College (martie – decembrie 2003). A fost cercetător invitat la École des Hautes Études/ Maison des Sciences de l'Homme din Paris (iunie 2002 și ianuarie – februarie 2003).
În paralel cu activitatea științifică, Bogdan Tătaru-Cazaban a fost membru al comitetului de redacție al revistei Archaeus. Études d'histoire des religions (1997-1999), al colegiului de redacție al revistei Studii tomiste (2001-2005), co-editor al publicației Chora. Revue d'études anciennes et médiévales: philosophie, théologie, sciences (Editura Polirom, Iași) (din 2003), membru al consiliului științific al colecției Biblioteca medievală (Editura Polirom, Iași) (din 2003), director literar la Editura Anastasia (2003-2004).
În ianuarie 2005, Bogdan Tătaru-Cazaban a devenit consilier pentru cultură și culte la Administrația Prezidențială, fiind promovat în ianuarie 2006 la rangul de Consilier de Stat pentru cultură și culte.
De asemenea, face parte din mai multe asociații profesionale: Asociația Română de Istorie a Religiilor (membru fondator, 1997), Societatea Română de Fenomenologie (membru fondator, 2000), Societatea Internațională "Toma de Aquino" (Roma) (membru fondator, secția română, 2001), Centrul de cercetare Fundamentele Modernității Europene, Universitatea din București (membru titular, 2001), New Europe College din București (alumnus, 2002), Centrul de studii medievale de la Universitatea din București (membru fondator, 2006), Association internationale d'études patristiques (2013), Societatea Română de Studii Bizantine (2017).
Este Comandor al Coroanei Belgiei (2009) si Cavaler al Ordinului "Serviciul credincios" (2009). A fost distins cu Ordinul pontifical "Pius al IX-lea" în grad de Mare Cruce (2013) din partea Sfântului Scaun si cu Ordinul "Pro Merito Melitensi" în grad de Mare Cruce din partea Ordinul Suveran Militar de Malta (2013). A primit, împreună cu soția sa, „Crucea Nordului” pentru mireni, Episcopia Ortodoxă Română a Europei de Nord (2014) și „Crucea Șaguniană” pentru mireni, Mitropolia Ardealului (2015).
Bogdan Tătaru-Cazaban este ginerele muzicologului Costin Cazaban.

## Activitate publicistică
Bogdan Tătaru-Cazaban este autorul mai multor cărți de autor din domeniul istoriei și filosofiei religiei, teologiei, istoriei creștinismului.

### Cărți de autor
- Iter sapientiae. Studii patristice și medievale (Ed. Galaxia Gutenberg, coll. « Intellectus Fidei », 2003) - în colaborare cu Miruna Tătaru-Cazaban;
- Pentru un creștinism al noii Europe (co-autor), seria Bolzmann, vol. III, Humanitas, București, 2007;
- Mănăstirea Hurezi, Bogdan Tãtaru-Cazaban, Gabriel Herea, Editura Artec Impresiones, 2009 [3];
- Sfântul Martir Iustin Filosoful. O introducere, Deisis/ Stavropoleos, 2010;
- Arhangheli și îngeri (co-autor), Ed. Deisis/ Stavropoleos, 2011;
- Corpul îngerilor. Fragmente dintr-o istorie a ierarhiilor cerești, Humanitas, București, 2017.
- Inteligența inimii. Schițe pentru un portret al virtuții, ed. a II-a adăugită, editura Spandugino, București, 2023[4]

### Volume coordonate
- Dumitru Stăniloae sau paradoxul teologiei (Ed. Anastasia, București, 2003) - împreună cu Teodor Baconsky;
- Pluralitatea metafizicii medievale. Istorie și structuri (Ed. Polirom, Iași, 2005);
- Memory, Humanity and Meaning. Essays in Honor of Andrei Pleșu’s sixtieth Anniversary (în colaborare cu Mihail Neamțu), Zetabooks, București, 2009;
- O filozofie a intervalului. In honorem Andrei Pleșu (în colaborare cu Mihail Neamțu), Humanitas, București, 2009;
- Comuniune si contemplatie. Despre crestinismul patristic si bizantin, Zetabooks, Bucuresti, 2011;
- Romania e Santa Sede. Venticinque anni di rapporti diplomatici (1990-2015), în colaborare cu Mihail Banciu, Libreria Editrice Vaticana, Vatican, 2015;
- Romania e il Sovrano Ordine di Malta. 25 anni dal ripristino delle relazioni diplomatiche (1991-2016), în colaborare cu Mihail Banciu, Roma, Palombi Editore, 2016;
- Voci della fede. Riflessioni sul Concilio Vaticano II, în colaborare cu Mihail Banciu și Vasile-Gabriel Buboi, Libreria Editrice Vaticana, Vatican, 2016;
- André Scrima. Expérience spirituelle et langage théologique. Actes du colloque de Rome, 29-30 octobre 2008 (în colaborare cu Daniela Dumbravă), col. Orientalia Christiana Analecta 306, Roma, 2019.
- An Intellectual of the Church: Remembering Father André Scrima, Review of Ecumenical Studies, 2020.

### Volume editate
- Sf. Ioan Damaschin - Despre cele două voințe ale lui Hristos (Ed. Anastasia, București, 2004);
- André Scrima - Duhul Sfânt și unitatea Bisericii. „Jurnal” de Conciliu (Ed. Anastasia, București, 2004);
- Sf. Augustin - Despre îngeri și oameni (De Civ. Dei, XI, 28-XII, 28) (Ed. Humanitas, București, 2004);
- Hugo din Saint-Victor - Meditații spirituale (Ed. Univers enciclopedic, București, 2005) - în colaborare cu Miruna Tătaru-Cazaban.

### Traduceri
- R. Klibansky, E. Panofsky și F. Saxl - Saturn și melancolia. Studii de filosofie a naturii, religie și artă (Ed. Polirom, Iași, 2002) - în colaborare;
- Boethius - Tratate teologice (Ed. Polirom, Iași, 2003) - în colaborare cu Octavian Gordon;
- Emmanuel Levinas - Altfel decât a fi sau dincolo de esență (Ed. Humanitas, București, 2006) - în colaborare cu Miruna Tătaru-Cazaban și Cristian Ciocan;
- Nicolaus Cusanus, Despre Dumnezeul ascuns, în Nicolaus Cusanus, Despre pacea între religii/ Despre Dumnezeul ascuns, volum îngrijit de Anca Manolescu, Humanitas, 2008;
- Fericitul Augustin, Despre credință și Crez (în colaborare cu Miruna Tătaru-Cazaban), Editura Institutului Biblic și de Misiune Ortodoxă, București, 2010;
- Jean Jolivet, Artele limbajului și teologia (în colaborare cu Laura Ilinescu și Miruna Tătaru-Cazaban), Editura Galaxia Gutenberg, 2012.

### Articole
A publicat de asemenea un număr mare de articole în diferite reviste de specialitate, dintre care menționăm următoarele:
- Exilul medieval al labirintului. Ipoteze hermeneutice, în "Archaeus. Studii de istorie a religiilor" (An I, 1997, pp. 125–145);
- Acedia. Note despre imaginarul eremitic, în "Archaeus. Studii de istorie a religiilor" (An II, 1998, pp. 175–210);
- Individualitate și infinit la Nicolaus Cusanus, în "Revista de psihologie aplicată" (nr. 2/2000, Institutul de studii și cercetări psihologice, Timișoara, pp. 43–64);
- La théologie du miracle selon Origène et saint Augustin, în "Chôra. Revue d’études anciennes et médiévales: philosophie, théologie, sciences" (nr. 1/2003, Bucarest, pp. 97–113);
- Contemplation et martyre. La lecture des Pères de l’Église dans le mouvement du Buisson ardent de Bucarest et chez Nicolas Steinhardt, în Cristian Bădiliță et Ch. Kannengiesser (ed.) - "Les Pères de l’Église dans le monde d’aujourd’hui" (Paris, Beauchesne, 2005, pp. 327-337);
- Die Verantwortung der Kirchen für die Seele Europas, în J. Henkel und Daniel Buda (hrsg.), "Neue Brücken oder Neue Hürden? Eine Bilanz der Dritten Europäischen Ökumenischen Versammlung", LIT Verlag, 2008, pp. 223–226;
- Thomas Aquinas and Mediaeval Philosophy in Romanian Culture, în "Chôra. Revue d’études anciennes et médiévales: philosophie, théologie, sciences, 7/2009", pp. 255-282;
- San Tommaso e gli Orientali. Alcune Riflessioni sul pensiero del Beato Giovanni Paolo II, în "The Thomistic Legacy in Blessed John Paul II and His Refounding of the Pontifical Academy of St Thomas Aquinas", The Proceedings of the XII Plenary Session, Vatican City, 2013, pp. 196–201;
- Les anges des nations dans le christianisme des premiers siècles. Continuité et métamorphoses (première partie), în colaborare cu Miruna Tătaru-Cazaban, in „Archaeus. Etudes d’Histoire des Religions/ Studies in the History of Religions”, XIX-XX (2015-2016): Twenty Years of History of Religions in Bucarest, 1996-2016, ed. Eugen Ciurtin, București, 2016, pp. 49-85.